# William Twaits
William Twaits est un joueur de soccer et de hockey sur glace canadien né le 20 août 1878 en Galt et mort le 13 avril 1941 à Sarnia.

## Biographie
Avec le Galt FC, il participe aux Jeux olympiques d'été de 1904, l'équipe remporte la médaille d'or lors du tournoi de football. Il joue tous les matchs et marque un but lors de la compétition contre le St. Rose de Saint-Louis qui représente alors les États-Unis lors d'une victoire 4-0.
Il joue professionnellement au hockey sur glace. Il est approché par de nombreux clubs nord-américains mais choisit de rester en Ontario représenter Galt au sein de la Western Ontario Hockey League.